# Liste der Nummer-eins-Hits in Schweden (1989)
Diese Liste enthält alle Nummer-eins-Hits in Schweden im Jahr 1989. Es gab in diesem Jahr zehn Nummer-eins-Singles und neun Nummer-eins-Alben.
| Singles | Alben |
| --- | --- |
| - Mikael Rickfors – Vingar - 4 Wochen (28. Dezember 1988 – 24. Januar 1989) - Edelweiss – Bring Me Edelweiss - 2 Wochen (25. Januar – 7. Februar) - Neneh Cherry – Buffalo Stance - 2 Wochen (8. Februar – 21. Februar) - Jerry Williams – Did I Tell You - 6 Wochen (22. Februar – 4. April) - Madonna – Like a Prayer - 8 Wochen (5. April – 30. Mai) - Bangles – Eternal Flame - 6 Wochen (31. Mai – 25. Juli) - Gladys Knight – License to Kill - 8 Wochen (26. Juli – 19. September) - Magnus Uggla – Jag Mår Illa - 4 Wochen (20. September – 17. Oktober) - Kaoma – Lambada - 10 Wochen (18. Oktober – 26. Dezember) - Phil Collins – Another Day in Paradise - 6 Wochen (27. Dezember 1989 – 6. Februar 1990) | - Roxette – Look Sharp! - 14 Wochen (2. November 1988 – 7. Februar 1989) - Roy Orbison – Mystery Girl - 8 Wochen (8. Februar – 4. April) - Madonna – Like a Prayer - 16 Wochen (5. April – 25. Juli) - Orup – 2 - 4 Wochen (26. Juli – 22. August) - Sanne Salomonsen – Kärlighed - 4 Wochen (23. August – 19. September) - Eurythmics – We Too Are One - 2 Wochen (20. September – 3. Oktober) - Tina Turner – Foreign Affair - 4 Wochen (4. Oktober – 31. Oktober) - Magnus Uggla – 35-åringen - 4 Wochen (1. November – 28. November) - Phil Collins – …But Seriously - 12 Wochen (29. November 1989 – 20. Februar 1990) |